# Ciconia nana
Ciconia nana — викопний вид лелек з пліоцену Австралії. Спочатку він був описаний у 1888 році Де Вісом як Xenorhynchus nanus на основі викопного матеріалу з річки Кондамін поблизу Шиншилли в регіоні Дарлінг-Даунс у Квінсленді. Згодом додатковий матеріал надійшов із Купер-Крік у східній частині басейну озера Ейр на північному сході Південної Австралії. Форма була тимчасово передана в Ciconia в 1982 році та переописана в 2005 році.